# Carmelo (ville)
Pour les articles homonymes, voir Carmelo.
Carmelo est une ville de l'Uruguay située dans le département de Colonia. Sa population est de 17 846 habitants.
Elle est l'une des villes les plus importantes du département et de la zone sud-ouest du pays par sa population.

## Population
| Année | Population |
| ----- | ---------- |
| 1963  | 12 680     |
| 1975  | 13 707     |
| 1985  | 14 278     |
| 1996  | 16 658     |
| 2004  | 16 866     |

Référence :